# Бабині водоспади
Ба́бині водоспа́ди — каскад водоспадів в Українських Карпатах (масив Покутсько-Буковинські Карпати). Розташований у межах Косівського району Івано-Франківської області, на південь від села Город. 
Водоспади розташовані на потоці Бабин (правий доплив Рибниці). Висота каскадів — від 1,5 до 2,5 м. Водоспади утворилися серед потужних, місцями прямовисних, скель, які тут утворюють невеликий мальовничий каньйон з обваленими схилами, що перешкоджає спуску до водоспадів.
Водоспади відносно доступні, але маловідомі.

## Світлини та відео

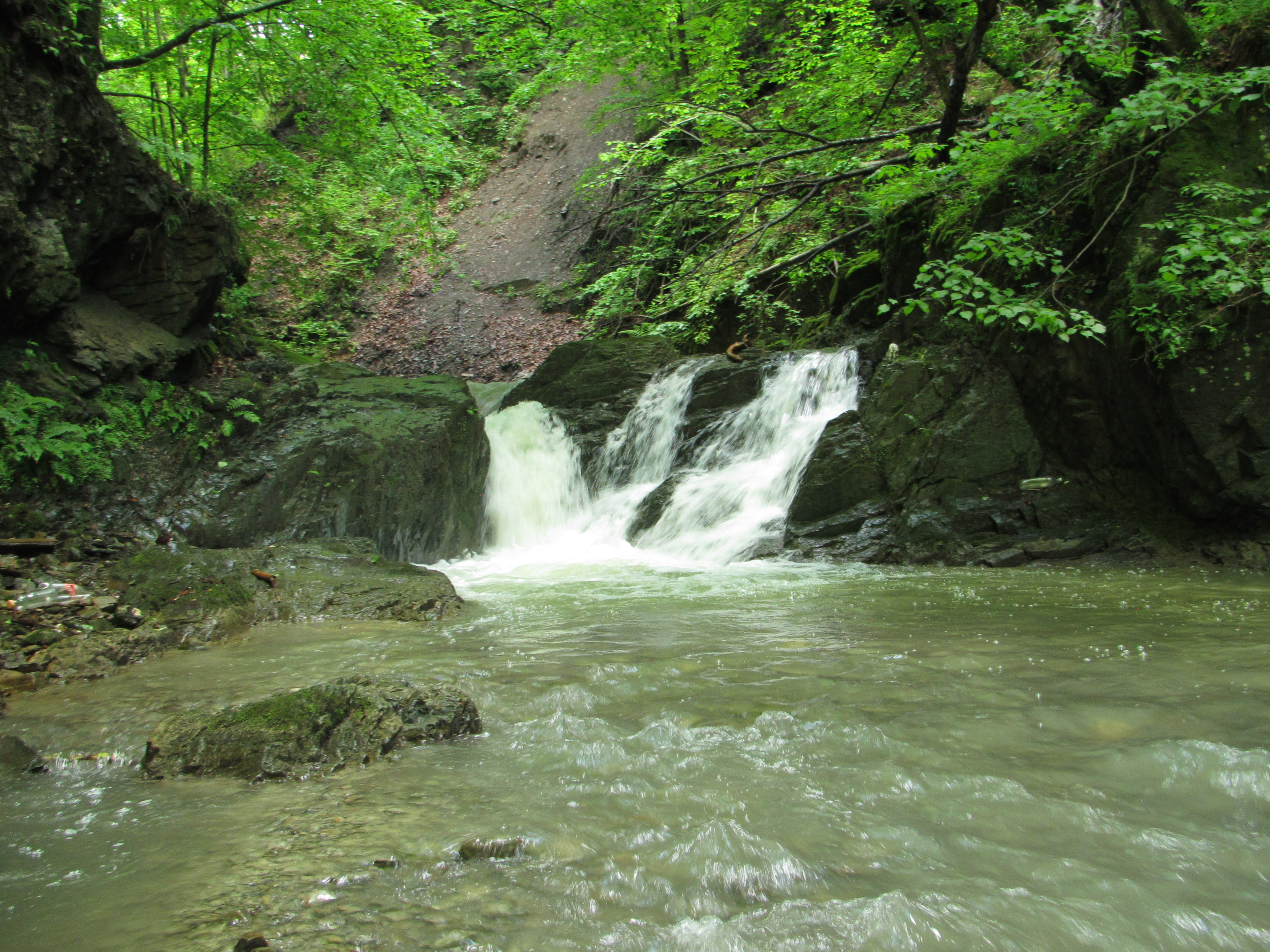
Один з водоспадів
- Відео водоспаду